# Devil Dogs
Devil Dogs est un film américain réalisé par Fred Windermere, sorti en 1928.

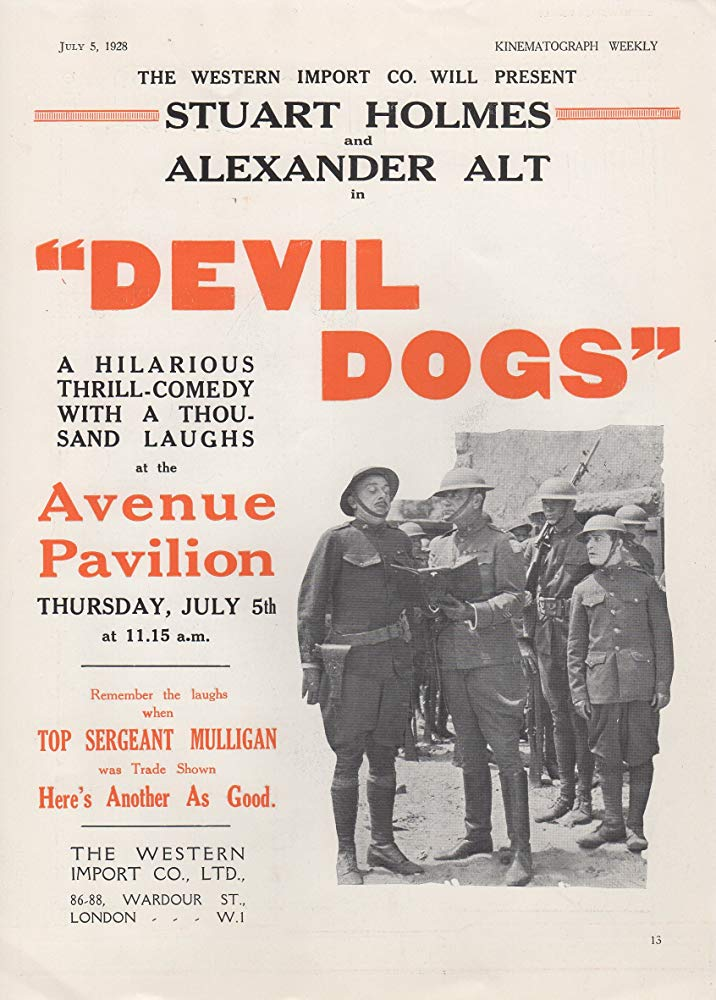
Affiche britannique du film.

L'action du film se déroule pendant la Première Guerre mondiale.

## Fiche technique
- Réalisation : Fred Windermere
- Scénario : Maxine Alton, Adele Buffington, Al Martin
- Producteur : Morris R. Schlank
- Photographie : Robert E. Cline
- Production : Crescent Pictures
- Distributeur : Anchor Film Distributors
- Durée : 6 bobines[1]
- Date de sortie : 1928

## Distribution
- Al Alt : Archie Van Stratten
- Pauline Curley : Joyce Moore
- Stuart Holmes : Sgt. Gordon White
- Ernest Hilliard : Lt. Holmes
- J.P. McGowan : Capt. Standing